# Teyuwasu
Teyuwasu ("velký ještěr") byl rod primitivního plazopánvého dinosaura, žijícího v období svrchního triasu na území dnešní Brazílie. Druh T. barbarenai byl popsán E. E. Kischlatem v roce 1999 a pojmenován na počest jihoamerického paleontologa Dr. M. C. Barbareny. Slovo "Teyuwasu" znamená v domorodém jazyce Tupi "velký ještěr". Tento plaz dosahoval přibližně velikosti bobra.

## Nejasnosti v zařazení
Jde však o dosud málo prozkoumaný taxon, známý jen z dochovaných fosílií stehenní a holenní kosti. V roce 1938 přiřadil pozůstatky rodu Teyuwasu k aetosaurovi rodu Hoplitosuchus paleontolog Friedrich von Huene. Není také jisté, zda jde vůbec o příslušníka skupiny Dinosauria, je to však velmi pravděpodobné. Holotyp je dnes uložen v mnichovské Univerzitě Ludvíka Maxmiliána. Podle novějších výzkumů by se ve skutečnosti mohlo jednat o zástupce rodu Staurikosaurus.